# Terre (Stargate Universe)
Pour les articles homonymes, voir Terre (homonymie).
Terre est le septième épisode de la première saison de la série télévisée Stargate Universe.

## Résumé
Lors d'une réunion sur Terre au Homeworld Command à laquelle le colonel Young assiste grâce aux pierres de communication, il apprend qu'il y aurait peut être un moyen de ramener tout le monde du Destinée par la porte des étoiles : il faudrait utiliser l'énergie d'un soleil comme le fait habituellement le vaisseau pour se recharger en énergie et composer dans le même temps l'adresse de la Terre. Cependant il reste sceptique sur la réussite du plan et se préoccupe de ce qui pourrait arriver en cas d'échec. Il souhaite associer les autres membres involontaires de l'expédition à la prise de décision concernant le plan de sauvetage. Plus tard sur le vaisseau, Rush montre clairement qu'il est hostile à cette idée. Everett Young, Chloe Armstrong et Eli Wallace utilisent les pierres de communication afin d'aller sur Terre voir leurs proches. Sans le savoir ils échangent respectivement leurs corps avec le colonel Telford, le Docteur Williams et le Docteur McCormack qui ont pour mission de mettre en œuvre le plan de rapatriement, dans un premier temps à l'insu du Col. Young. Telforld prend le commandement du Destinée. Bloqués sur Terre dans d'autres corps que les leurs, ils n'ont d'autre choix que de profiter de ce moment plus longtemps que prévu pour voir leur famille.
Dès son arrivée sur le Destinée, le colonel Telford consigne Ronald Greer dans ses quartiers pour les mêmes raisons qui ont précédé l'attaque de la base Icare. Puis avec les deux scientifiques chargés d'exécuter le plan, il explique à l'équipage le but de leur présence.
Sur Terre, Chloe et Eli rencontrent leurs mères respectives mais Eli ne parvient pas à dévoiler sa véritable identité et se fait passer pour un de ses collègues.
Sur le Destinée, Riley et Brody viennent de terminer la réparation d'un conduit d'alimentation d'énergie mais lors de sa remise en service ce dernier fuit menaçant l'intégrité du vaisseau. Riley se précipite pour réparer quand le conduit explose et le blesse grièvement.
Sur Terre, Chloe invite Eli à une soirée à un concert tandis que Everett va voir sa femme. Cependant la communication des pierres s'interrompt un court instant, chacun récupère son corps quelques secondes ce qui aboutit à certaines situations délicates : le colonel Telford se retrouve quelques secondes dans le lit avec la femme du colonel Young. Ce problème est dû à l'arrêt du moteur VSL du Destinée qui provoque quelques perturbations.
Après ce problème, Eli décide de raccompagner Chloe chez elle car celle-ci est ivre. Cette dernière s'est rendu compte de la superficialité de ses amis ainsi que de la relation de sa meilleure amie avec son petit ami.
Les armes du Destinée sont enclenchées afin d'user de l'énergie, puis le vaisseau repart en vitesse VSL vers un soleil pour se recharger. Le plan pour ramener tout le monde sur Terre commence. L'adresse de la Terre (        ) est composée mais le flux d'énergie est trop important pour les condensateurs. Dans la panique, le colonel Telford et les deux scientifiques se sauvent et coupent la communication avant l'explosion du vaisseau ce qui provoque le retour du colonel Young, de Chloe et Eli. Visiblement Rush n'est pas étranger au dysfonctionnement. Sans l'avoir provoqué, il a intentionnellement rajouté des effets dramatiques pour forcer le départ de Telford. Après confirmation de leur retour, Rush coupe l'entrée de l'adresse de la Terre et évite ainsi l'explosion. Le colonel Young récupère le commandement et demande à Eli Wallace de surveiller Rush dans l'avenir. Pendant ce temps Telford rend visite à Mme Young...

## Distribution
- Richard Dean Anderson : Jack O'Neill
- Robert Carlyle : Dr. Nicholas Rush
- Justin Louis : Everett Young
- Brian J. Smith : Matthew Scott
- Elyse Levesque : Chloe Armstrong
- David Blue : Eli Wallace
- Alaina Huffman : Tamara Johansen
- Jamil Walker Smith : Ronald Greer
- Ming-Na : Camile Wray
- Peter Kelamis : Adam Brody
- Julia Anderson : Vanessa James
- Josh Blacker : Spencer
- Jeffrey Bowyer-Chapman : Darren Becker
- Patrick Gilmore : Dale Volker
- Chelah Horsdal : Inman
- Kerry James : Josh
- Ryan Kennedy : Docteur Williams
- Janelle Monáe : Elle-même
- Carlo Rota : Carl Storm
- Mar Andersons : Major Green (non crédité)
- Rukiya Bernard : Richmond (non crédité)
- Alana Husband : Docteur McCormack (non crédité)

 Sauf indication contraire, les informations mentionnées dans cette section peuvent être confirmées par la base de données cinématographiques IMDb,  présente dans la section « Liens externes ».